# Eburodacrys megaspilota
Eburodacrys megaspilota är en skalbaggsart som beskrevs av White 1853. Eburodacrys megaspilota ingår i släktet Eburodacrys och familjen långhorningar. Inga underarter finns listade i Catalogue of Life.